# احلام (خواننده اماراتی)
احلام (عربی: أحلام علی الشامسی؛ زادهٔ ۱۳ فوریهٔ ۱۹۶۹) خواننده زن اهل کشور امارات متحده عربی است. وی از سال ۱۹۹۴ میلادی تاکنون مشغول فعالیت است.